# Kakapo
Kakapoen (Strigops habroptila), eller uglepapegøjen, er verdens tungeste papegøje, da den kan veje op til 3,5 kg.[kilde mangler] Kakapoen er samtidig verdens eneste papegøje, der ikke kan flyve. Den er aktiv om natten. 

## Udbredelse
Kakapoen er endemisk for New Zealand, hvor den engang var udbredt overalt. Den findes nu kun på fire mindre øer, heriblandt Chalky Island og Codfish Island, hvortil den er blevet flyttet for at kunne blive beskyttet mod rovdyr.

## Truet
Arten er stærkt truet, således var der i 1997 kun ca. 62 eksemplarer tilbage, mens der nu (2012) findes 126 kakapoer med en stigende tendens.
For at få bestanden op, er der sat et stort avlsprojekt i gang, hvor blandt andet yngledygtige hunner fodres op for at få et ekstra fedtlag, som er krævet for at få unger. Hvis det lykkes at få unger, bliver disse optaget og overvåget i døgndrift med infrarøde kameraer.[kilde mangler]
Desuden har æggene 60% risiko for at mislykkes på grund af den meget ensformige genpulje fra de få individer. Derfor forsøges der med inseminering af hunnerne.[kilde mangler]